# Brixia marojelyensis
Brixia marojelyensis är en insektsart som beskrevs av Synave 1965. Brixia marojelyensis ingår i släktet Brixia och familjen kilstritar. Inga underarter finns listade i Catalogue of Life.